# Rude Boy
"Rude Boy" é uma canção da cantora Rihanna para o seu quarto álbum de estúdio, Rated R. Foi escrita por Mikkel S. Eriksen, Tor Erik Hermansen, Ester Dean, Makeba Riddick, Rob Swire e pela própria Rihanna, sendo produzida pela equipa Stargate e Rob Swire. Foi lançado como segundo single mundial do álbum, e terceiro nos Estados Unidos a 9 de Fevereiro de 2010 nas rádios norte-americanas e a 22 de Fevereiro de 2010 como single físico no Reino Unido.

## Fundo musical e lançamento
Rihanna disse à revista Q que a canção é "sobre o ambiente de rua, bad boys que algumas raparigas querem ter. Há perigo e festa".
Nos Estados Unidos, a canção começou a ser reproduzida no dia 9 de Fevereiro de 2010, e no Reino Unido foi lançada no formato CD single no dia 22 do mesmo mês.

## Estilo e arte
Na capa do single, Rihanna segura num letreiro onde é visível o nome da música, "Rude Boy". Esta mesma placa, está a cobrir o corpo nu da cantora, apenas mostrando os seus braços e pernas. A sua indumentária apenas consiste num chapéu e botas pretas, e ainda está com um cigarro na boca. No lado direito, está o "R" metálico, usado na capa frontal do álbum, Rated R.

## Recepção da crítica
| Críticas profissionais | Críticas profissionais |
| Avaliações da crítica  | Avaliações da crítica  |
| Fonte                  | Avaliação              |
| ---------------------- | ---------------------- |
| About.com              | [ 5 ]                  |
| Billboard              | 80                     |
| Digital Spy            | [ 7 ]                  |

The Guardian denominou a canção como o "centro do álbum" e disse que a música "apela ao estilo vocal de Rihanna, mal-humorada, gelada, monótona - única entre o panteão de divas de R&B".
Nick Levine da Digital Spy considerou a música uma boa "acompanhante para a noite". Ainda comparou a sonoridade da canção às faixas do seu álbum antecessor, Good Girl Gone Bad, diferenciando apenas o estilo mais "ameaçador" revelado. Para Levine é considerado o momento mais "cativante" do álbum, um "prazer de dancehall" de forma "escandalosa, prometendo transformar o seu próprio corpo". Michael Menachem da Billboard diz que com esta música é entregue uma letra e som "provocadores até à data" pela cantora. Mais uma vez, a faixa é comparada a M.I.A. e às suas "referências na cultura pop", misturando com o estilo jamaicano, ska e dancehall. Bill Lamb da About.com achou que este seria um "fantástico single de estreia do álbum", dizendo ainda que é a canção "mais direta e envolvente de todo o trabalho". No entanto, Lamb critica que a sensação fria "está-se a esgotar" e que a cantora parece "ter regredido no seu som".

## Vídeo musical
O vídeo foi dirigido por Melina Matsoukas, e a cantora disse que consistia num estilo diferente dos seus vídeos anteriores, afirmando que tem um estilo jamaicano. Estreou no canal oficial da cantora no VEVO, a 10 de Fevereiro de 2010. A produção é bastante comparada à do vídeo de "Boyz", deM.I.A., devido às imagens psicadélicas, tendências coloridas e animais. Demonstra bastantes padrões coloridos, e apenas um a preto e branco de zebra, em que a cantora se encontra sentada numa. A própria comentou que o vídeo era diferente das produções anteriores:
| “ | É completamente diferente dos vídeos anteriores que gravei. Parte dos meus vídeos são obscuros e profundos. "Rude Boy" é mais dançante, usámos bastantes cores, mas também diversos costumes jamaicanos, do tipo "Rainha do Dancehall." | ” |

### Recepção pela crítica

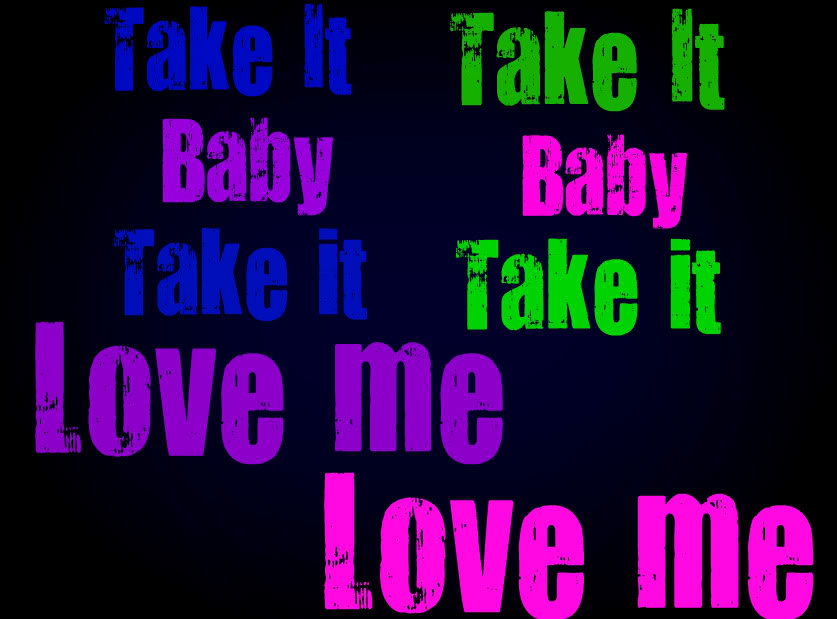
Letra da canção

Peter Gicas da E! avaliou o vídeo como uma "explosão excessiva de cores vibrantes", afirmando que a cantora ter-se-à inspirado no trabalho do falecido Andy Warhol. Também deu a certeza da abundância de "movimentos sensuais", fazendo homens "questionar a sua masculinidade", dando a entender que o vídeo transmite uma mensagem "se és capaz, experimenta!". Daniel Kreps da Rolling Stone fez novamente a comparação ao vídeo de M.I.A., realçando a maneira como a cantora posa para as câmaras, "emprestando o seu estilo". Disse ainda que, "fez um óptimo trabalho, e que compensou o aumento de orçamento para implementar o estilo dancehall jamaicano que inspirou M.I.A., e desta vez, Rihanna". Simon Vozick-Levinson da Entertainment Weekly, assimilou o facto de "Rude Boy" vir mudar a tendência "pesada" dos dois vídeos anteriores, "Russian Roulette" e "Wait Your Turn". Elogiou a "explosão selvagem e confronto de cores", salientando mais uma vez a estética parecida à de M.I.A. Ainda classificou o vídeo como "uma festa selvagem, com leões, zebra e outros seres humanos". O The Guardian disse que só poderia ser um vídeo de Rihanna, "ela sabe dançar, sabe cantar, e sabe ser sensual". Ainda disseram, que "amam" o estilo transmitido no teledisco, usando "estampas de animais e equipamentos próprios". Jocelyn Vena da MTV disse "que mais uma vez, Rihanna tinha provado o seu alto sentido de moda", afirmando ainda que o vídeo tem "um pouco de humor".

## Actuações ao vivo
A primeira interpretação da canção foi feita no Pepsi Super Bowl Fan Jam, um pequeno excerto de 01:28, a 4 de Fevereiro de 2010, transmitido no canal VH1. A actuação completa foi feita no programa televisivo The Ellen Degeneres Show que foi transmitido a 15 de Fevereiro de 2010.

## Faixas e formatos
| CD single      |                            |         |  |
| N.º            | Título                     | Duração |  |
| 1.             | "Rude Boy" (Versão single) | 3:42    |  |
| Duração total: | Duração total:             | 6:84    |  |

| Download digital da Austrália |                           |         |  |
| N.º                           | Título                    | Duração |  |
| 1.                            | "Rude Boy"                | 3:43    |  |
| 2.                            | "Rude Boy" (Instrumental) | 3:43    |  |
| Duração total:                | Duração total:            | 6:86    |  |

| Dance Remixes (CD Promo) |                                       |         |  |
| N.º                      | Título                                | Duração |  |
| 1.                       | "Rude Boy" (Album Version)            | 3:43    |  |
| 2.                       | "Rude Boy" (Wideboys Radio Edit)      | 3:17    |  |
| 3.                       | "Rude Boy" (Chew Fu Radio Edit)       | 4:08    |  |
| 4.                       | "Rude Boy" (Low Sunday Radio Edit)    | 3:22    |  |
| 5.                       | "Rude Boy" (Wideboys Club Mix)        | 6:00    |  |
| 6.                       | "Rude Boy" (Chew Fu Extended)         | 6:38    |  |
| 7.                       | "Rude Boy" (Jonathan Peters Club Mix) | 7:07    |  |
| 8.                       | "Rude Boy" (Low Sunday Club Mix)      | 6:30    |  |
| 9.                       | "Rude Boy" (Wideboys Dub)             | 6:00    |  |
| 10.                      | "Rude Boy" (Jonathan Peters Dub)      | 6:49    |  |

## Desempenho nas tabelas musicais
A 24 de Janeiro de 2010, a canção entrou pela primeira vez numa tabela musical, na UK Singles Chart na quinquagésima segunda posição, a menos de um mês do seu lançamento físico, e subiu à 28ª posição. A 27 de Janeiro de 2010 estreou-se no Canadian Hot 100 na nonagésima nona posição.
| Tabelas musicais (2010)                          | Melhor posição |
| ------------------------------------------------ | -------------- |
| Alemanha - Germany Singles Top 100               | 4              |
| Austrália - Australia Singles Top 50             | 1              |
| Áustria - Austria Singles Top 75                 | 6              |
| Bélgica - Belgium Singles Top 50 (Flandres)      | 3              |
| Bélgica - Belgium Singles Top 50 (Valônia)       | 3              |
| Brasil - Brasil Hot 100 Airplay                  | 3              |
| Bulgária - Bulgaria Singles Top 40               | 1              |
| Canadá - Canadian Hot 100                        | 7              |
| Dinamarca - Denmark Singles Top 40               | 3              |
| Espanha - Spain Singles Top 50                   | 33             |
| Estados Unidos - Billboard Hot 100               | 1(5x)          |
| Estados Unidos - Billboard R&B/Hip-Hop Songs     | 2              |
| Estados Unidos - Billboard Radio Songs           | 1              |
| Estados Unidos - Billboard Digital Songs         | 2              |
| Estados Unidos - Billboard Dance/Club Play Songs | 1              |
| Estados Unidos - Billboard Pop Songs             | 1              |
| Estados Unidos - Billboard Ringtones             | 1              |
| União Europeia - European Hot 100                | 1              |
| Finlândia - Finnish Chart                        | 6              |
| França - France Singles Top 100                  | 8              |
| Irlanda - Ireland Singles Top 50                 | 3              |
| Noruega - Norway Singles Top 20                  | 3              |
| Nova Zelândia - New Zealand Top 40               | 3              |
| Países Baixos - Dutch Top 40                     | 9              |
| Portugal - Portugal Singles Top 50               | 7              |
| Reino Unido - UK Singles Chart                   | 2              |
| Reino Unido - UK R&B Chart                       | 1              |
| Reino Unido - UK Download Chart                  | 1              |
| Suécia - Sweden Singles Top 60                   | 11             |
| Suíça - Swiss Singles Top 75                     | 5              |
| Mundo - World Singles Top 40                     | 1              |

| País          | Certificador | Certificação | Vendas   |
| ------------- | ------------ | ------------ | -------- |
| Austrália     | ARIA         | 2× Platina   | +140,000 |
| Dinamarca     | IFPI         | Ouro         | +15,000  |
| Nova Zelândia | RIANZ        | Ouro         | +7,500   |
| Reino Unido   | BPI          | Ouro         | +400,000 |

## Histórico de lançamento
| País           | Data                    | Formato                      | Editora discográfica |
| -------------- | ----------------------- | ---------------------------- | -------------------- |
| Estados Unidos | 9 de Fevereiro de 2010  | Rádio urbana e contemporânea | Def Jam              |
| Alemanha       | 19 de Fevereiro de 2010 | CD single                    | Def Jam              |
| Reino Unido    | 22 de Fevereiro de 2010 | CD single                    | Def Jam              |